# Extracteur de Twisselmann

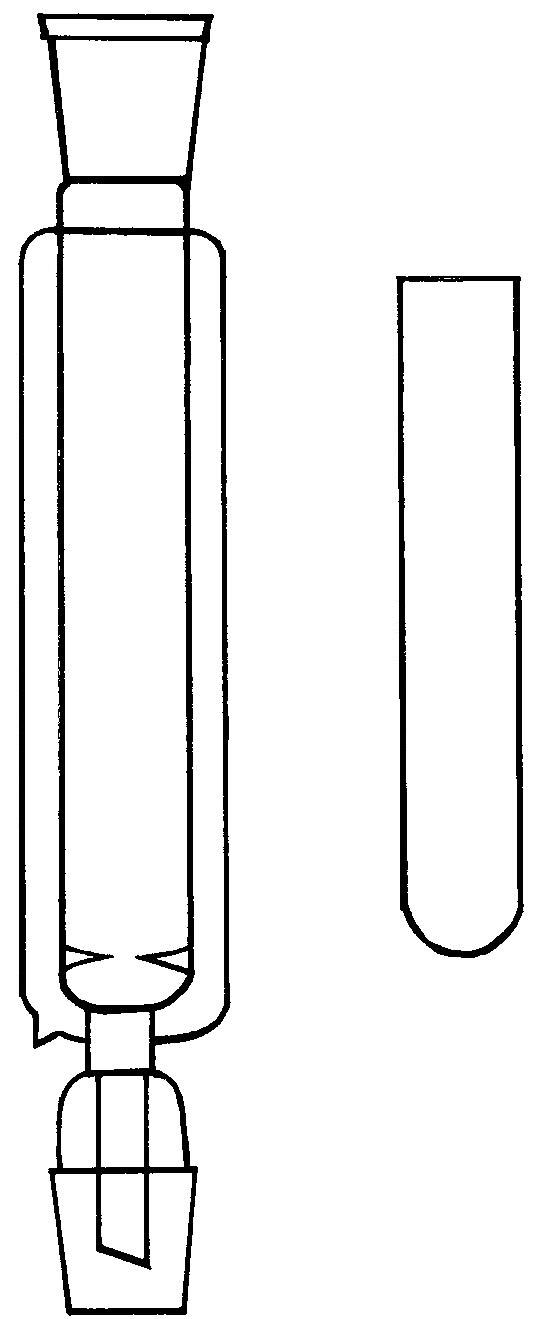
À gauche : l'extracteur de Twisselmann qui doit être positionné au-dessus du ballon contenant le solvant en ébullition et au-dessous du réfrigérant. À droite : la cartouche où doit être mis l’échantillon.

Un extracteur de Twisselmann est une pièce de verrerie utilisée en chimie pour réaliser l'extraction en continu par solvant chauffé d'une espèce chimique contenue dans une poudre solide.

## Description
Il se compose d'un corps en verre, l'extracteur, dans lequel est placée une cartouche en papier-filtre épais en forme d'un bâtonnet. Dans le montage, l'extracteur est placé sur un ballon contenant le solvant d'extraction. Dans l'extracteur est insérée la cartouche dans laquelle est placée la poudre contenant l'espèce à extraire ; puis un réfrigérant est adapté au-dessus de l'extracteur (il est également souhaitable d'utiliser un chauffe-ballon avec agitation magnétique intégrée, afin d'éviter des à-coups d'ébullition qui provoquent une remontée du liquide contenu dans le ballon et non de vapeurs de solvant pures. À défaut on peut placer des billes de verre dans le ballon).
L'extracteur proprement dit est entouré par une enveloppe sous vide pour une meilleure isolation thermique. De petites pièces d'écartement à l'extrémité inférieure de cet extracteur maintiennent la cartouche légèrement au-dessus de la partie inférieure de l'extracteur. La vapeur de solvant peut ainsi s'écouler autour et dans cette cartouche.

## Principe
Le principe de fonctionnement est très similaire à celui de l'extracteur de Soxhlet mais contrairement à ce dernier, la température de l'extracteur de Twisselmann au niveau de l'échantillon est très élevée (proche du point d'ébullition du solvant). Ceci permet une solubilité accrue de la phase à extraire et donc un temps d'extraction raccourci. Cette température d'extraction accrue résulte du fait que le solvant condensé, l'effluent et la vapeur de solvant chaude ascendante circulent tous à travers la cartouche. Cela conduit à une température du mélange qui est très supérieure à celle du solvant condensé.
Le solvant utilisé dépend des substances à extraire.
Bien que l'extraction avec un extracteur de Twisselmann soit plus rapide que celle avec un extracteur de Soxhlet, l'argument selon lequel ce dernier opère à des températures plus basses au niveau de l'échantillon prévaut dans de nombreuses applications.

## Utilisations
Comme tous les extracteurs, l'extracteur de Twisselmann est utilisé pour la séparation de deux substances ou groupes de substances qui sont le plus souvent d'origine végétale. Il s'agit souvent de la séparation d'une graisse ou d'une huile à partir de fibres.
Avec l'importance croissante des matériaux composites à base de polymères renforcés avec des matières premières naturelles, les extractions comme celle de Twisselmann deviennent de plus en plus importantes. Par exemple, la fraction volumique des fibres naturelles de renforcement dans une matrice plastique peut être déterminée par extraction.